# Al-Walid ibn Abd al-Malik
al-Walīd ibn ‘Abd al-Malik (in arabo الوليد بن عبدالملك‎?, al-Walīd ibn ʿAbd al-Malik, anche noto come al-Walīd I; Medina, 668 – Damasco, 715) fu il terzo califfo della dinastia omayyade del ramo marwanide e governò il califfato dal 705 al 715. Sotto il suo regno, gli Omayyadi continuarono la loro politica di espansione militare, acquisendo nuovi territori sia in Occidente (Maghreb) sia in Oriente (Mashreq).
Al-Walīd proseguì nell'opera di consolidamento del califfato riunificato dal padre ʿAbd al-Malik b. Marwān, completando l'arabizzazione dell'amministrazione (dīwān) e monumentalizzando i suoi centri principali con la costruzione a Damasco della grande moschea degli Omayyadi e di un edificio consimile ad Aleppo. Fece inoltre costruire il Qaṣr al-Kharāna (Palazzo di Harāna), uno dei tre Castelli del deserto della Giordania.
Seguendo l'esempio del padre, confermò al-Ḥajjāj b. Yūsuf - che già godeva di un'ottima reputazione - nella carica di governatore (wālī) della Persia. al-Ḥajjāj - che aveva dimostrato le sue capacità di governo in Iraq sedando una rivolta kharigita - pianificò le campagne militari che avrebbero condotto, entro il 712, all'annessione della Transoxiana e del Sindh.
Mūsā b. Nuṣayr e il suo delegato Ṭāriq b. Ziyād furono, invece, i generali che conquistarono e governarono, per conto del califfato di Damasco, i territori spagnoli di al-Andalus.